# Batzdorfer Hofkapelle
La Batzdorfer Hofkapelle est un ensemble allemand de musique baroque et de musique classique fondé en 1992, adepte de l'interprétation historiquement informée, soit l'interprétation sur instruments anciens (ou copies d'instruments anciens).

## Historique
Dans les années 1980, des artistes et des restaurateurs s'installent dans les ruines du château de Batzdorf, un manoir médiéval situé entre les pentes de l'Elbe près de Dresde. Ils fondent l'association « Schloß Batzdorf » en 1990 dans le but de restaurer l'ancien manoir et d'y développer des événements culturels, ce qui a valu à l'association plusieurs récompenses telles que le prix allemand de la protection des monuments historiques.
La Batzdorfer Hofkapelle est fondée en 1992 par le luthiste Stefan Maass, qui vit alors dans l'ancien manoir du château de Batzdorf, et son collègue de Cologne Stephan Rath. Le projet est alors de revitaliser le vieux château et sa salle des chevaliers à travers des concerts.
Le concert inaugural de la Batzdorfer Hofkapelle a lieu dans la salle des chevaliers rénovée du château à la pentecôte 1993,,,.
En août 1993, le premier Festival baroque de Batzdorf (Batzdorfer Barockfestspiele) est créé : au fil des ans, ce festival devient un événement sur la scène culturelle de Dresde grâce à sa qualité artistique,,.

## Répertoire
La Batzdorfer Hofkapelle réunit des musiciens de Dresde, Berlin et Cologne spécialisés dans la musique et les instruments de la période baroque,. 
Elle se concentre sur le répertoire d'opéra, d'oratorio et d'orchestre de Dresde au XVIIIe siècle, riche mais méconnu, qu'elle explore par le biais de la riche collection de manuscrits de la Bibliothèque d'État de Dresde,,,. 
En 1997, le Batzdorfer Hofkapelle met en scène au château de Pillnitz la commedia per musica Calandro de Giovanni Alberto Ristori, un compositeur baroque italien qui était actif à Dresde au XVIIIe siècle,,. 
En 1998 vient ensuite une série de représentations de l'opéra Talestri, regina delle amazoni  de Marie-Antoinette de Bavière (Maria Antonia Walpurgis de Saxe) au Cuvelliertheater de Munich et dans le théâtre historique de Neubourg-sur-le-Danube,. 
Les productions lyriques de l'ensemble depuis l'an 2000 comprennent  l'oratorio La Pace di Kamberga de Johann David Heinichen, composé pour Dresde, l'opéra Il filosofo convinto in amore de Johann Friedrich Agricola,  l'opéra La Guirlande de Jean Philippe Rameau au Potsdam Sanssouci Music Festival, l'opéra L'Argenore de Wilhelmine von Bayreuth au Théâtre Hans Otto de Potsdam et lopéra Cleofide de Johann Adolf Hasse,.

## Soutien
De nombreux projets de la Batzdorfer Hofkapelle ont été créés en coopération avec le MDR, le DLF, le WDR ou le BR et ont été rendus possibles grâce au soutien de l'Association de la musique baroque d'Allemagne centrale en Saxe, Saxe-Anhalt et Thuringe eV,.

## Discographie partielle
La Batzdorfer Hofkapelle a réalisé des enregistrements pour les labels KammerTon, cpo et Accent,.
- 2001 : Cantate d'Amore d'Alessandro Scarlatti (label KammerTon)
- 2002 : Dresdner Motetten und Konzerte de Johann Adolf Hasse et Jan Dismas Zelenka (label KammerTon)
- 2002 : Händel in Dresden (label KammerTon)
- 2006 : Vesper Psalms d'Antonio Lotti (label cpo, en coproduction avec le Mitteldeutscher Rundfunk - MDR)
- 2007 : Machet Die Tore Weit, œuvres de Johann Schelle, Basilius Petritz, Philipp Heinrich Erlebach, Christian August Jacobi, Christian Liebe et Johann Ernst Bessel (label cpo)
- 2007 : Talestri, Regina delle Amazzoni de Maria Antonia Walpurgis (label KammerTon)
- 2008 : Oboe Concerti at the Dresden Court, œuvres de Johann Georg Pisendel, Johann Friedrich Fasch, Giuseppe Valentini et Johann David Heinichen (Accent)
- 2010 : Sonatas from the Dresden Pisendel Collection, œuvres de Giuseppe Torelli, Georg Friedrich Haendel, Sylvius Leopold Weiss, Nicola Porpora et Giuseppe Antonio Brescianello (Accent)
- 2010 : Te Deum - Sacred Works de Johann Adolf Hasse (label cpo)
- 2011 : Overtures & Concertos de Johann Pfeiffer (Accent)
- 2012 : The complete italian cantatas for bass de Georg Friedrich Haendel (Accent)
- 2012 : Dixit Dominus et Missa de Dominico Sarri (cpo)
- 2013 : Oboe Concertos, œuvres de Christoph Förster (attr. Graun), de Johann Baptist Georg Neruda (attr. Graun), de Johann Gottlieb Graun et de Carl Heinrich Graun, avec Xenia Löffler au hautbois
- 2015 : My Favourite Instrument - Concertos, Sonatas & Arias with Oboe, de Georg Friedrich Händel, avec Xenia Löffler au hautbois
- 2015 : Der Messias de Gottfried August Homilius, par le Sächsisches Vocalensemble et la Batzdorfer Hofkapelle, dir. Matthias Jung
- 2016 : Italian Cantatas & Concertos de Johann David Heinichen (Accent)
- 2017 : Neun Deutsche Arien de Georg Friedrich Haendel, avec la soprano Marie Friederike Schöder (Accent)
- 2019 : Missa, Litaniae et Miserere de Giovanni Alberto Ristori (cpo)
- 2023 : Oboe Concertos at the Court of Thurn and Taxis, œuvres de Franz Xaver Kerzelli, Joan Baptista Pla et Theodor von Schacht